# Stazione di Clongriffin
La Clongriffin railway station è una stazione ferroviaria, aperta nel 2010, che si trova lungo la linea Trans Dublin della Dublin Area Rapid Transit, la metropolitana in superficie di Dublino, capitale dell'Irlanda.

## Collocazione e apertura
La stazione si trova nella zona Orientale del quartiere moderno di Clongriffin, rientrante nell'area urbana di Donaghmede. Fu pianificata come parte del piano urbano chiamato Fringe Developmen e venne aperta, in seguito a numerosi rinvii, nell'aprile del 2010. Consta complessivamente di due binari.

## Servizi
- Servizi igienici
- Taxi
- Capolinea autolinee
- Biglietteria a sportello
- Biglietteria self-service
- Distribuzione automatica cibi e bevande